# Elīna Siliņa
Elīna Siliņa (ur. 16 lutego 1977) – łotewska przedsiębiorczyni i polityk, od 2011 posłanka na Sejm XI kadencji. 

## Życiorys
W 1994 ukończyła szkołę średnią w Valmierze, zaś w 1995 została absolwentką Roden Gymnasiet w Szwecji. W 2000 ukończyła studia bakalarskie z dziedziny politologii na Uniwersytecie Łotewskim, po trzech latach także z obszaru ekonomii i przedsiębiorczości w Wyższej Szkole Ekonomicznej w Rydze (Rīgas Ekonomikas augstskola, REA). 
Pracowała m.in. w spółkach "Chartwell Datacom" (1998–1999), "Pro Kapital Latvia" (1999–2003) i "A.S.R. Projekts" (2003–2007), następnie została założycielem i szefową spółki "Celsius" oraz "Celsius S".        
W 2011 przyłączyła się do Partii Reform Zatlersa (ZRP), z list której w wyborach parlamentarnych uzyskała mandat posłanki na Sejm XI kadencji. Wraz z piątką innych deputowanych nie przystąpiła do klubu ZRP, pozostając posłanką niezależną. Objęła przewodnictwo nad Komisją Rewizyjną i Wydatków Publicznych. W marcu 2012 została liderem stowarzyszenia pod nazwą Wolni Demokraci (Brīvie demokrāti, BD). 
Z partnerem Andrisem Treijsem wychowuje troje dzieci.